# Спитцер, Лайман
Лайман Спи́тцер (англ. Lyman Strong Spitzer, Jr.; 26 июня 1914, Толидо, Огайо, США — 31 марта 1997, Принстон, Нью-Джерси, США) — американский астрофизик, член Национальной академии наук США (1952), иностранный член Лондонского королевского общества (1990). Фамилией Спитцера назван космический телескоп, запущенный 25 августа 2003 года.

## Научные заслуги
Спитцер известен своими работами, посвящённым формированию звёзд, физике межзвёздной среды и звёздных атмосфер, а также своей ролью в развитии астрономических исследований с помощью космических аппаратов.
Спитцеру принадлежит также ряд фундаментальных исследований по физике плазмы и управляемому термоядерному синтезу (он предложил систему удержания горячей плазмы магнитным полем — «стелларатор»).
С 1951 по 1961 год Спитцер был директором «проекта Маттерхорн», который дал начало Принстонской лаборатории физики плазмы.

## Награды и признание
В число наград входят
- Медаль Кэтрин Брюс (1973)
- Медаль Генри Дрейпера (1974)
- Лекция Карла Янского (1974)
- Медаль Карла Шварцшильда (1975)
- Силлимановская лекция (1977)
- Золотая медаль Королевского астрономического общества (1978)
- Национальная научная медаль США (1979)
- Медаль Франклина (1980)
- Премия Жюля Жансена (1980)
- Премия Крафорда (1985)
- Медаль Джеймса Мэдисона (1989)

В честь Лаймана Спитцера были названы одна из так называемых Больших обсерваторий НАСА (SIRTF) и астероид 1956 RL (2160 Spitzer).